# Relations entre la Corée du Nord et le Pakistan
Les relations entre la Corée du Nord et le Pakistan remontent formellement aux années 1970 lorsque le Premier ministre pakistanais Zulfikar Ali Bhutto visite officiellement la Corée du Nord. Le Pakistan est l'un des rares pays à entretenir des relations à la fois diplomatiques et économiques avec la Corée du Nord. Le Pakistan a une ambassade à Pyongyang tandis que la Corée du Nord a une ambassade à Islamabad, un consulat-général à Karachi et d'autres consulats dans les grandes villes pakistanaises.
Malgré la montée d'un certain sentiment antiaméricain au Pakistan et la coopération sino-pakistanaise, l'opinion publique pakistanaise envers la Corée du Nord reste divisée, 27 % de la population la voyant comme étant positive et 27 % exprimant un point de vue négatif. La Corée du Nord étant un pays officiellement ancré dans l'athéisme et farouchement anticlérical conformément à l'idéologie communiste, elle est logiquement très mal vue par une grande partie de l'opinion publique pakistanaise, musulmane et très pratiquante.
Le Pakistan se serait notamment tourné vers la Corée du Nord selon les États-Unis pour l'acquisition de missiles du fait de la pression occidentale sur la Chine, réticente à livrer des missiles balistiques Dongfeng aux Pakistanais.

## Histoire

### Guerre Iran-Irak
Le Pakistan entretient une relation d'approvisionnement en armes avec la Corée du Nord dans les années 1970 Les deux pays signent un accord le 18 septembre 1971 pour la fourniture d'armes conventionnelles fabriquées en Corée du Nord au Pakistan, alors que ce dernier se prépare à une guerre avec l'Inde. Lorsque la Corée du Nord devient le principal fournisseur d'armes à l'Iran pendant la guerre Iran-Irak, la Pakistan autorise clandestinement le transport d'armes nord-coréennes. Les deux pays soutiennent l'Iran pendant la guerre. Des armes et du matériel militaire de fabrication nord-coréenne sont expédiées vers la ville portuaire pakistanaise de Karachi, d'où ils sont transportés par voie terrestre et escortés par les forces armées pakistanaises jusqu'à la frontière iranienne. L'État iranien les utilise pour frapper des cibles irakiennes.

### Nucléaire nord-coréen
Le Pakistan reçoit des accusations par des responsables américains d'avoir secrètement fourni à la Corée du Nord de la technologie nucléaire à des fins militaires. La CIA a prétendu avoir suivi plusieurs envois aériens entre les deux pays par satellite. Le gouvernement américain estime qu'Abdul Qadeer Khan, chercheur en recherche atomique, s'est rendu à plusieurs reprises en Corée du Nord et a fourni une aide technologique cruciale au gouvernement nord-coréen pour créer des matières nucléaires de qualité militaire.
En 2002, des informations sont divulguées selon lesquelles le Pakistan est la source du développement récent de la Corée du Nord dans le domaine des ogives nucléaires, selon des responsables du renseignement américain. Abdul Qadeer Khan est placé sous l'assignation à résidence par le gouvernement du Pakistan et est obligé de s'excuser publiquement auprès du public pakistanais pour avoir « embarrassé » le pays. Le gouvernement pakistanais refuse les appels répétés aux inspecteurs des armements pour enquêter sur les installations nucléaires du Pakistan ou toute tentative de la CIA d'interroger directement le Abdul Qadeer Khan, malgré la pression croissante de l'Occident.